# Type 88 (char chinois)
Pour les articles homonymes, voir Type 88.
Le Type 88 est une série de chars de combat chinois de deuxième génération. Créé à partir du Type 69/79, le Type 88 est entré en service dans l'Armée populaire de libération dans les années 1980. On estime qu'en 2003, celle-ci en utilisait 500 exemplaires. Le successeur de ce char est le Type 96.

## Histoire
Dans les années 1960, après la rupture sino-soviétique, les relations entre la Chine et l'Union soviétique se dégradèrent progressivement, jusqu'aux incidents de frontière de 1969. Dans les années 1970, plus d'un million et demi de soldats étaient stationnés de part et d'autre de la frontière sino-soviétique. À cette époque, les meilleurs chars chinois étaient des copies des T-54/55, désespérément inférieurs aux nouveaux chars soviétiques comme les T-62, T-64 et T-72.
L'armée populaire de libération demanda de nouveaux chars capables de rivaliser avec ceux des soviétiques, ce qui conduisit au développement par l'usine 617 (aujourd'hui Inner-Mongolia First Machinery Group Company Ltd) du Type 69, qui intégrait un certain nombre de technologies d'un T-62 capturé en 1969. Cependant le Type 69 ne répondait pas aux demandes de l'armée populaire de libération, et il fut plus un succès à l'exportation (avec plus de 2000 exemplaires vendus) que pour l'usage national. On lança donc un nouveau projet, dont est issue toute une nouvelle famille de chars d'assaut.

## Variantes

### Type 80
- Type 80 - premier char chinois de deuxième génération. Le prototype est basé sur le châssis du Type 79, avec les améliorations suivantes :
  - nouveau châssis avec système de roulement comprenant 6 galets (au lieu de 5), 3 rouleaux porteurs (des chenilles) et des bandes de roulement en caoutchouc
  - tourelle coulée, améliorant le niveau de protection
  - moteur diesel 12 cylindres de 730 chevaux-vapeur, fabriqué sous licence allemande
  - système de tir Type 37A stabilisé sur 2 axes, plus télémètre laser (sous licence britannique)
  - canon rayé de 105 mm Type 83 au standard OTAN, sous licence autrichienne

- Type 80-II - un Type 80 muni des améliorations suivantes :
  - intégration du télémètre laser au système de tir
  - système de test interne pour la détection des dysfonctionnements
  - système de protection des lentilles de vision
  - protection NBC (nucléaire, biologique et chimique) avec surpression interne : l'équipage n'a plus besoin de tenue NBC à l'intérieur du char
  - tourelle entourée de racks de stockage pour augmenter le protection

### Type 85

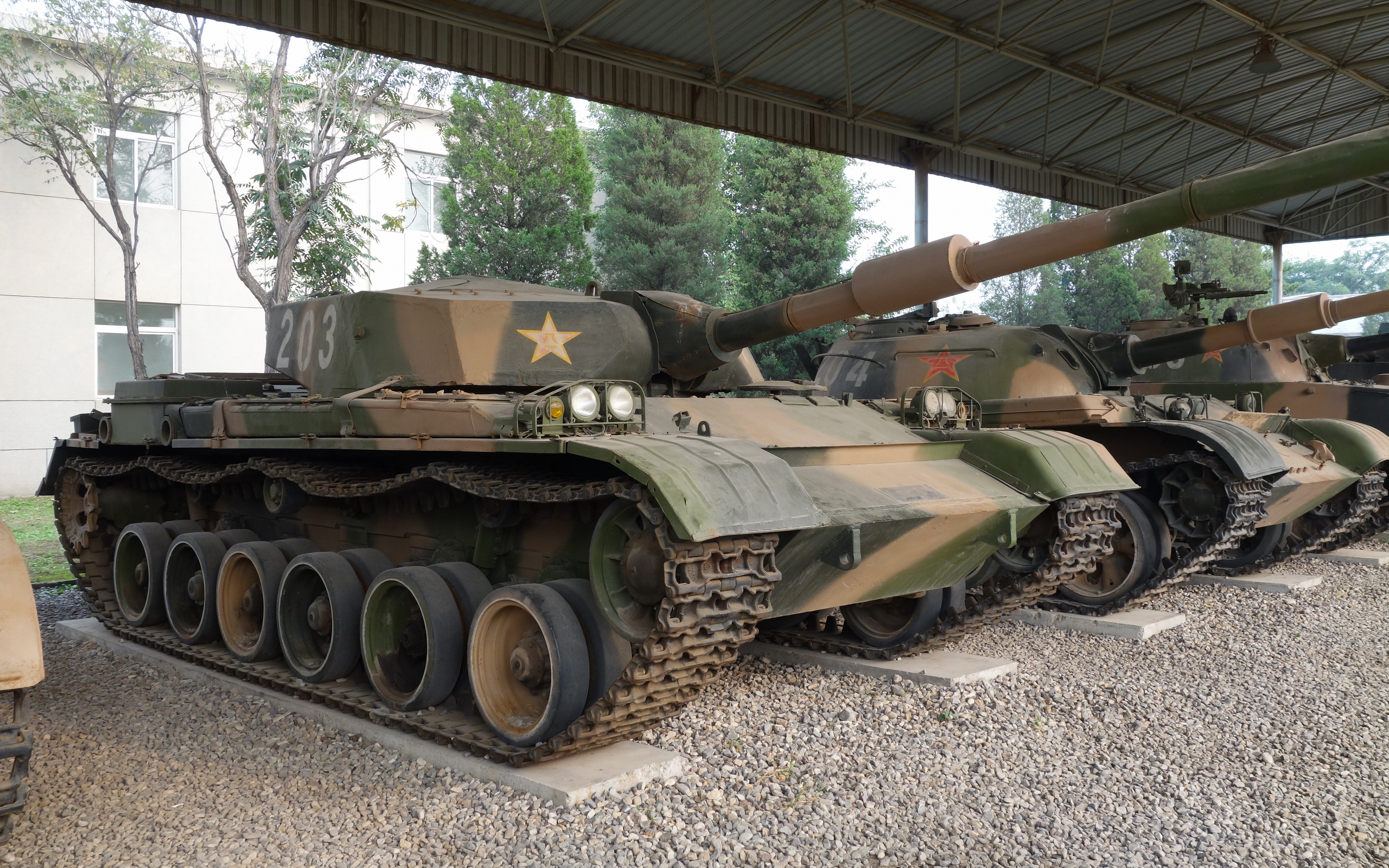
Storm-1 / Type 85-I Tank.

On ignore si les différentes usines étaient en compétition pour le développement de ce char de deuxième génération, ou si elles coopéraient. Ce qui est sûr, c'est que Norinco, très probablement associé à l'institut 201 (aujourd'hui China North Vehicle Research Institute), dévoila sa propre version, le Type 85, en 1988. L'armée populaire de libération commença par le refuser, et son développement se poursuivit pour l'exporter au Pakistan (Type 85-IIAP et Type 85-III).
Mais tout changea à la fin des années 1980, lorsque la Chine obtint des éléments de char T-72 soviétique (apparemment par l'Iran, à partir de chars irakiens capturés). L'Afrique du Sud avait découvert en même temps que les Chinois que le canon de 105 mm d'origine occidentale du Type 80 pouvait détruire le blindage des T-72, mais que le canon de 125 mm de ceux-ci détruisait les blindages de tous les chars chinois existants. L'amélioration des chars de l'armée populaire de libération devenait une nécessité, d'autant plus qu'elle constata durant la Guerre du Golfe (1990-1991) que ses chars utilisés par les irakiens étaient largement inférieurs à ceux des occidentaux. On donna la priorité au développement d'un char de troisième génération, ainsi qu'à l'amélioration des chars de seconde génération existants. Le Type 85 est donc un développement direct du Type 80, et plus de 600 sont utilisés par la Chine, ainsi que plus de 300 par le Pakistan.
- Type 85 - Prototype sur châssis de Type 80, tourelle coulée et canon rayé de 105 mm (Type 83 ?). Ce projet étant destiné à l'export, sans investissement gouvernemental, le châssis aurait été emprunté à un musée, et rendu à la fin des tests, sans le canon. Une photo de ce véhicule a circulé sur Internet au début des années 2000.

- Type 85-I - Type 85 amélioré, avec un manchon thermique pour le canon. La tourelle comporte un blindage composite.

- Type 85-II - Type 85-I amélioré, avec meilleur système de tir. Celui-ci intègre le télémètre laser, l'ordinateur de bord et l'anémomètre. Le chargeur automatique serait dérivé de celui du T-72. Nombreuses améliorations électroniques solides.

- Type 85-IIA - Type 85-II avec un canon de 125 mm à âme lisse de fabrication domestique à la place du canon de 105 mm. Son chargeur automatique est basé sur le modèle soviétique 2A46.

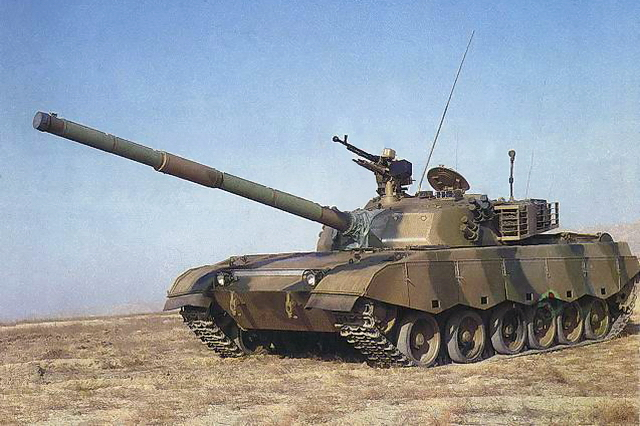
Tank Type 85-IIM.

- Type 85-IIM - Introduit au milieu des années 1990, il possède un blindage amélioré et un système de tir à image stabilisée (ISFCS) et à vision nocturne. Il a servi de prototype pour le Type 88C.

- Type 85-IIAP - Type 85-IIA modifié construit sous licence au Pakistan par Heavy Industries Taxila (HIT). Ses modifications comprennent un canon à âme lisse de 125 mm avec chargeur automatique. Plus de 300 étaient en service dans l'armée de terre pakistanaise, tous plus tard remis au standard Type 85-III, certains étant équipés du système Weston Simfire 2 pour l'entrainement[4].

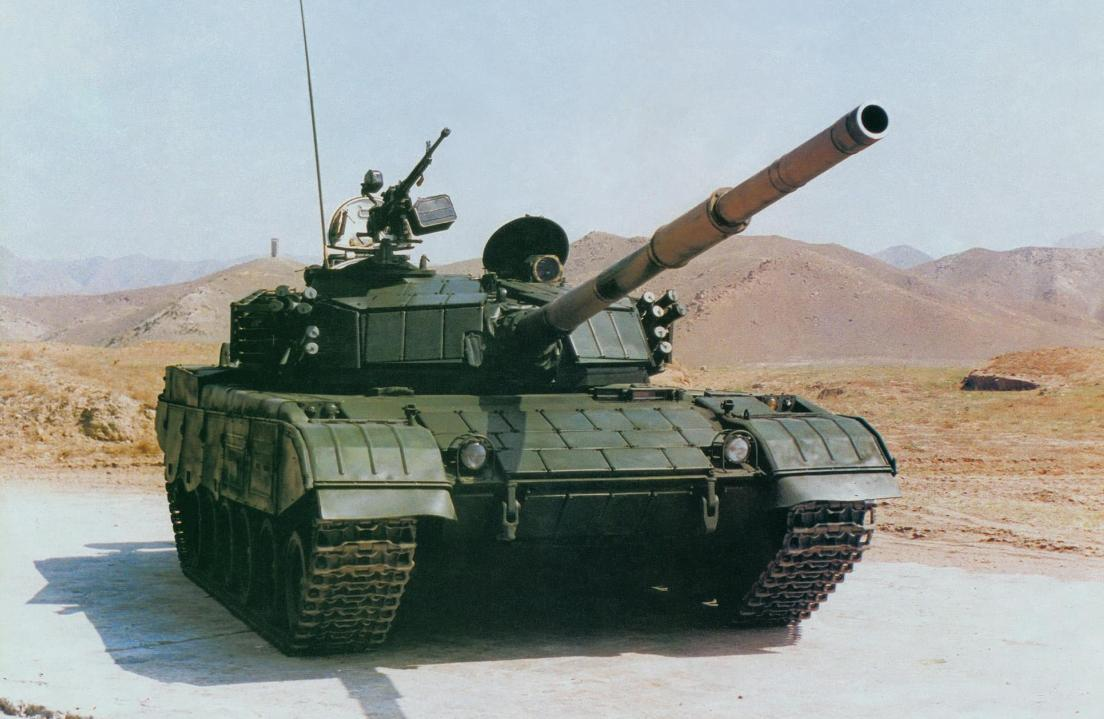
Type-85 III.

- Type-85 III.Type 85-III - Cette version d'exportation destinée au Pakistan disposait d'un moteur diesel de 1 000 chevaux et d'un canon à âme lisse de 125 mm. Elle fut refusée par l'armée pakistanaise après des pannes de moteur au cours des démonstrations dans le désert pakistanais. Ces problèmes de moteurs furent résolus par la suite et Norinco y ajouta en 1995 des équipements supplémentaires comme un blindage réactif, mais à cette date le Type 85-III n'était plus au niveau des chars plus récents et il n'entra pas en production. Les Type 85 plus anciens furent cependant mis au standard Type 85-III, notamment tous les Type 85-IIAP utilisés par le Pakistan.

### Type 88
La version améliorée du Type-80 entra en service dans l'armée populaire de libération en 1988 sous le nom Type 88, désignation qui comporte des chars de plusieurs séries différentes. Leur production cessa en 1995. Entre 400 et 500 chars Type 88 sont actuellement en service en Chine. La résistance de son blindage a été évaluée par des tests à 200 mm contre les obus-flèches et 300 mm contre les obus HEAT. Son chargeur automatique lui donne une fréquence de tir maximale de 2,5 obus à la minute, mais il a tendance à happer tout ce qui le touche, ce qui peut provoquer de graves blessures de l'équipage.

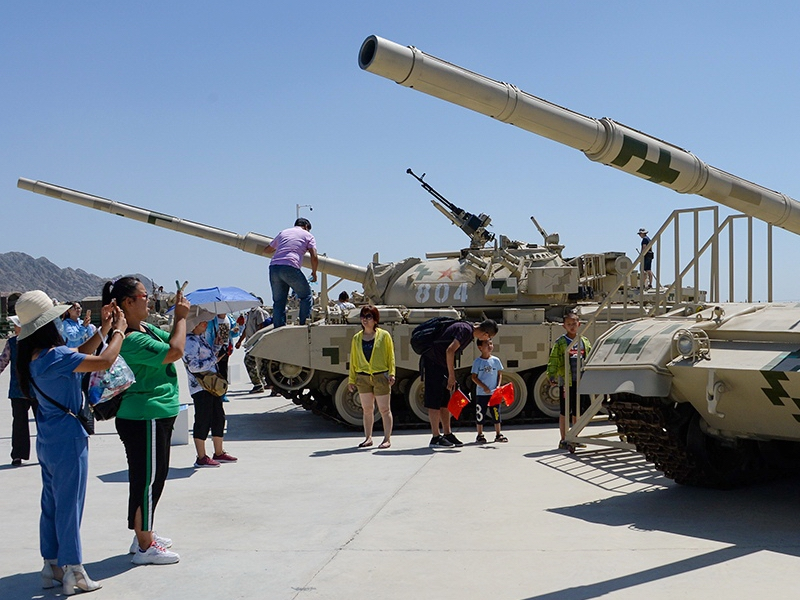
Type 88A tank

- Type 88 - Premier char chinois à blindage réactif, basé sur le Type 80-II. Il entra en service en 1988. Les racks de stockage à l'avant de la tourelle sont retirés pour laisser la place aux plaques de blindage réactif.

- Type 88A - Introduit après le Type 88B, il possède un canon de 105 mm amélioré, le Type 83-I, avec un fût plus long et de meilleures performances. Il est équipé de doubles plaques de blindage réactif   FY pour une meilleure protection contre les obus-flèches et 300 mm contre les obus HEAT-FRAG.

- Type 88B - Type 88 amélioré avec un nouveau chargeur automatique pour les munitions de 105 mm de fabrication chinoise. Le système de tir a été plus tard remplacé par le nouveau ISFCS-212. Contrairement au Type 88A, le Type 88B ne possède pas de télescope près du canon et n'a que 8 lanceurs de grenades fumigènes, contre 12.

- Type 88C - Développé à partir du Type 85-IIM, qui avait un canon de 125 mm à âme lisse plus puissant et le système de tir ISFCS-212, ce char a été redescendu au standard Type 88A ou Type 88B. Son moteur était à l'origine le même que celui du Type 80 et des premiers Type 85, mais après la résolution des problèmes de celui de 1000 chevaux, il en a été équipé.

## Utilisateurs
- Bangladesh : 50+ en service
- Birmanie : 230+ Type-88B
- Chine : ~540 en service
- Pakistan : ~300 Type 85-IIAP construits sous licence par Heavy Industries Taxila, ensuite améliorés en Type 85-III.
- Soudan : 200 en service (Type 80)